# Stüssihofstatt

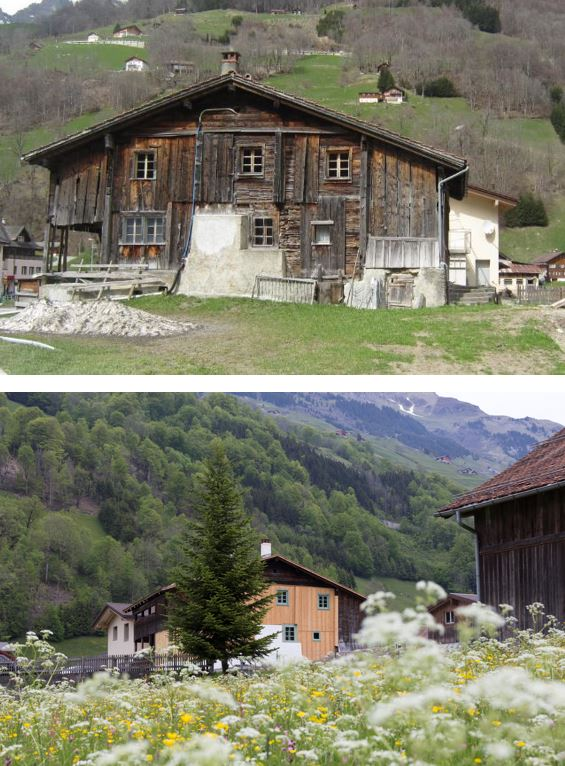
Stüssihofstatt in Unterschächen: oben vor und unten nach der Renovation von 2014.

Die Stüssihofstatt ist eines der ältesten Bauernhäuser des Schweizer Kantons Uri und steht unter Denkmalschutz. Erbaut wurde es im Jahr 1451. Es steht in Unterschächen und ist im kantonalen Schutzinventar aufgeführt.

## Beschreibung
Das Haus „Stüssihofstatt“ ist eines der letzten spätmittelalterlichen Bauwerke im Schächtental, das noch weitestgehend in seinem Originalzustand erhalten ist. Es handelt sich um einen zweigeschossigen Blockbau mit flachem Satteldach über einem niederen Bruchsteinsockel. Der Bau entspricht dem Gotthardtypus mit Quergang und ist von beiden Traufseiten aus erschlossen.
Eine dendrochronologische Untersuchung ergab, dass die Stüssihofstatt von der Schwelle bis zum Firstbalken im erbauungszeitlichen Zustand ist. Dass eine mittelalterliche Konstruktion so vollständig und unverändert bis heute überdauert hat, ist außergewöhnlich. Das Haus bietet ein vergleichsweise authentisches Erscheinungsbild. Mehrere Bauteile, wie etwa die massiven Türpfosten und Schwellen, Einzelvorstösse oder zwei fassadenbündige Deckenbohlen, sind bauhistorisch von Interesse. Holzforscher haben zudem herausgefunden, dass die zwei Lauben um das Jahr 1660 seitlich an das Haus angebracht wurden. Das Haus erhielt erst im 19. Jahrhundert seinen Namen „Stüssihofstatt“.

## Geschichte
Zwischen September 1450 und April 1451 wurden gemäß dendrochronologischen Untersuchungen die Fichten geschlagen, aus denen man die Stüssihofstatt zimmerte. Man weiß, dass im Jahr 1591 die Stüssihofstatt der Wohnsitz vom Landvogt und Hauptmann Walthart Zeffel war. Alles Holz wurde saftfrisch verarbeitet, wie es damals üblich war.
Seit 1955 gehört die Stüssihofstatt der Familie Arnold, die das Haus bis ins Jahr 2010 vermietet hatte. Nachdem die letzten Mieter ausgezogen waren, sollte die Stüssihofstatt abgerissen werden, was die Urner Denkmalpflege und die Stiftung Ferien im Baudenkmal in Zusammenarbeit mit der Familie Arnold verhindern konnte.
Die Renovationsarbeiten wurden im Juni 2014 abgeschlossen.